# Colonia Morelos, Tenancingo
Colonia Morelos är en ort i Mexiko.   Den ligger i kommunen Tenancingo och delstaten Mexiko, i den sydöstra delen av landet, 70 km sydväst om huvudstaden Mexico City. Colonia Morelos ligger 2 139 meter över havet och antalet invånare är 396.
Terrängen runt Colonia Morelos är lite bergig. Runt Colonia Morelos är det tätbefolkat, med 550 invånare per kvadratkilometer. Närmaste större samhälle är Tenango de Arista, 13,9 km norr om Colonia Morelos. Omgivningarna runt Colonia Morelos är en mosaik av jordbruksmark och naturlig växtlighet.